# پدرو آندراده
پدرو آندراده (انگلیسی: Pedro Andrade؛ زادهٔ ۱۴ آوریل ۱۹۷۹) روزنامه‌نگار، و مدل اهل برزیل است. وی از سال ۱۹۸۶ میلادی تاکنون مشغول فعالیت بوده‌است.

## زندگی شخصی
او در وست‌ویلیج در نیویورک زندگی می‌کند. او مدتی با لنس بس، عضو سابق گروه انسینک در رابطه بود. طبق گزارش مجله People، رابطه آن دو از ژوئیه ۲۰۰۷ آغاز شد و در ماه اوت همان سال به اتمام رسید.